# Light at the End of the World
Light at the End of the World è il tredicesimo album discografico in studio del gruppo musicale synthpop britannico Erasure, pubblicato nel 2007.

## Tracce
1. Sunday Girl - 4.35
2. I Could Fall in Love with You - 4:15
3. Sucker for Love - 3:58
4. Storm in a Teacup - 4:04
5. Fly Away - 3:21
6. Golden Heart - 3:12
7. How My Eyes Adore You - 3:20
8. Darlene - 3:38
9. When a Lover Leaves You - 3:51
10. Glass Angel - 5:02

## Formazione
- Andy Bell - voce
- Vince Clarke - chitarra, synth